# 外岡秀俊
外岡 秀俊（そとおか ひでとし、1953年5月22日 - 2021年12月23日）は、日本の小説家、ジャーナリスト、元朝日新聞社東京本社編集局長。別名に中原清一郎。

## 来歴
北海道札幌市中央区出身。父は淡水魚卸業経営、母は裏千家茶道教授。三人兄弟の末子で次男。
北海道学芸大学附属札幌小学校、北海道学芸大学附属札幌中学校から北海道札幌南高等学校に入学し、剣道部に所属するかたわら学園闘争に参加。暫定生徒会執行部で生徒会長を務め、全校生徒集会でストライキ決議を行う。高校の同級生には、作家の久間十義や経済学者の高橋伸彰がいる。
東京大学文科Ⅰ類進学後に初小説『白い蝙蝠は飛ぶ』を発表し、学友会「銀杏並樹賞」受賞。1976年、東京大学法学部在学中に石川啄木をテーマとした小説『北帰行』により文藝賞を受賞する。
1977年に東大法学部卒業後、朝日新聞社へ入社。新潟支局、横浜支局、学芸部、社会部（最高裁判所担当）記者、ニューヨーク、ロンドン特派員、論説委員、ヨーロッパ総局長を経て東京本社編集局長を歴任した。論説委員時代には沖縄米軍基地問題の取材班キャップを担当し、大田昌秀知事の「鉄血勤皇隊」体験を報じた。2011年3月、両親の面倒を見たいと、早期退職制度を用いて朝日新聞社を退職。東京から故郷札幌に戻り作家や講演活動を行い、2014年1月に雑誌「文藝」同年春号に、中原名義で新作長編小説『カノン』を発表した。北海道大学公共政策大学院では上席研究員を務めた。
2021年12月23日、札幌国際スキー場にて心不全のため死去。68歳没。

## 人物
文藝賞受賞後は長く新聞記者に専念し、小説を公に発表していなかった。しかし、1986年に中原清一郎名義で発表された『未だ王化に染はず』が、小田光雄の調査で、外岡の著書と判明している。中原名義では、他に「生命の一閃」が『新潮』1986年6月号に発表されている（『人の昏れ方』所収）。
2014年に朝日新聞社長就任の打診を受けたが、固辞した。

## 著書
- 『北帰行』（1976年、新装版2014年、河出書房新社）→河出文庫、1989年、改版2022年9月
- 『アメリカの肖像』（1994年、朝日新聞社）
- 『国連新時代 オリーブと牙』（1994年、ちくま新書）
- 『地震と社会  「阪神大震災」記』（1997年、みすず書房）
- 『傍観者からの手紙 from London 2003-2005』（2005年、みすず書房）
- 『情報のさばき方 新聞記者の実戦ヒント』（2006年、朝日新書）
- 『アジアへ　傍観者からの手紙 2』（2010年、みすず書房）
- 『震災と原発 国家の過ち　文学で読み解く「3・11」』（2012年、朝日新書）
- 『3・11 複合被災』（2012年、岩波新書）
- 『「伝わる文章」が書ける　作文の技術　名文記者が教える65のコツ』（2012年、朝日新聞出版）
  - 『おとなの作文教室　「伝わる文章」が書ける66のコツ』朝日文庫、2018年
- 『発信力の育てかた　ジャーナリストが教える「伝える」レッスン』（2015年、河出書房新社）
- 『日本国憲法の価値　リベラリズムの系譜でみる』（2016年、朝日新書）
- 『価値変容する世界　人種・ウイルス・国家の行方』（2021年、朝日新聞出版）

### 中原清一郎名義
- 『未だ王化に染はず』福武書店、1986年→小学館文庫、2015年
- 『カノン』河出書房新社、2014年、河出文庫、2016年
- 『ドラゴン・オプション』小学館、2015年、小学館文庫、2016年
- 『人の昏れ方』河出書房新社、2017年

### 共著
- 『日米同盟半世紀―安保と密約』（2001年、朝日新聞社）共著：三浦俊章、本田優
- 『9月11日・メディアが試された日　TV・新聞・インターネット』（2001年、大日本印刷ICC本部）共著：室謙二、枝川公一
- 『新聞記者 疋田桂一郎とその仕事』（2007年、朝日選書）共編：柴田鉄治
- 『民主政治のはじまり　政権交代を起点に世界を視る』（2010年、七つ森書館）

共著：山口二郎、寺島実郎、西山太吉、寺脇研
- 『圧倒的！リベラリズム宣言』（2018年、五月書房新社）共著：山口二郎、佐藤章

### 翻訳
- ジョン・ダワー『忘却のしかた、記憶のしかた　日本・アメリカ・戦争』岩波書店、2013年

## 番組出演

### テレビ
- いま世界は（BS朝日）　-　レギュラーコメンテーター
- 「ふるさと」を探す心の旅〜啄木と賢治の言葉〜（BS朝日） - 2014年3月16日